# Hohenfelde (powiat Stormarn)
Hohenfelde (dolnoniem. Hogenfellen) – gmina w Niemczech, w kraju związkowym Szlezwik-Holsztyn, w powiecie Stormarn, wchodzi w skład urzędu Trittau.